# Corazon Aquino
Pour les articles homonymes, voir Aquino (homonymie).
Corazon Aquino, surnommée « Cory » Aquino, née le 25 janvier 1933 à Paniqui et morte le 1er août 2009 à Makati, est une femme d'État philippine. Elle est la première femme présidente des Philippines du 25 février 1986 au 30 juin 1992.

## Biographie

### Enfance et formation
Maria Corazon Sumulong Cojuangco naît le 25 janvier 1933 à Paniqui, une ville agricole de la province de Tarlac. Elle vient d'« une des plus riches familles de propriétaires terriens de l'archipel », une famille sino-philippine travaillant dans la production de canne à sucre et la banque et « politiquement en vue ».
Enfant, elle est élevée chez les sœurs, puis fait des études au Mount Saint Vincent College à New York, dont elle sort diplômée de mathématiques et français en 1954,. Elle revient débuter ses études de droit à Manille, qu'elle interrompt.

### Militantisme et politique

#### Contexte
En 1955, Corazon Aquino épouse Benigno Aquino, peu après qu'il soit élu maire de Concepcion, dans la province de Tarlac. Elle est femme au foyer, mère de 5 enfants. Son mari est ensuite élu gouverneur de la province en 1961, puis sénateur en 1967. Après la mise en place de la loi martiale par le président Ferdinand Marcos en 1972, il est arrêté, fait prisonnier pendant 8 ans, condamné à mort en 1977 et exilé aux États-Unis en 1980 pour « raisons médicales » en raison de ses liens supposés avec les communistes.
Le 21 août 1983, alors qu'il avait reçu une promesse de vie sauve de la part du gouvernement philippin, son mari, de retour d'exil, est assassiné à sa descente d'avion à Manille par un soldat prétendu franc-tireur, qui est aussitôt opportunément abattu.

#### Marches et campagne présidentielle
S'ensuit une période de deux ans et demi durant laquelle l'opposition philippine et un large mouvement populaire font pression sur sa veuve pour qu'elle prenne la tête, à titre de symbole, de l'opposition au régime du président Marcos. Elle participe à de nombreuses marches d'opposition. Elle est vêtue de jaune, la couleur du soulèvement et forme un « L » de signifier le mot « lutte » avec ses doigts qui se dit « laban » en tagalog.
En décembre 1985, elle annonce sa candidature à l'élection présidentielle de février 1986, marquée par une fièvre électorale et notamment par l'assassinat de Evelio Javier (en), ex-gouverneur de la province d'Antique et soutien de Corazon Aquino. Elle est notamment soutenue par l'Église catholique, qui exerce une influence dans le pays et lui prête un crédit moral.
Le 25 février 1986, deux vainqueurs sont simultanément proclamés, chaque camp se prétendant victorieux. Officiellement, c'est l'ancien président Marcos qui a remporté l'élection, mais elle conteste les résultats dénonçant une fraude électorale. Une manifestation non violente de plus d'un million de personnes a lieu dans l'avenue principale de Manille. Le palais de Malacañan à Manille est envahi par la foule en liesse. Entre le refus de l'armée de prendre position et les manœuvres diplomatiques internationales (retrait du président Ronald Reagan), le président Marcos est contraint de prendre le chemin de l'exil en catastrophe vers Hawaï sous la pression populaire. Cet événement est parfois appelé la « révolution de février ».
La neutralité de l'armée philippine, commandée par le général Fidel Ramos, est probablement déterminante dans l'accession de Corazon Aquino à la présidence de la République.

#### Mandat présidentiel
Durant son mandat, Corazon Aquino crée une commission pour établir une nouvelle constitution et rétablir un système démocratique. Celle-ci est adoptée en 1987. Elle rétablit le système bicaméral aboli par Marcos et réduit l'exercice du mandat présidentiel à une durée de 6 ans.
Elle instaure un cessez-le-feu et poursuit une politique de réconciliation nationale et d'ouverture en direction des communistes. Elle charge une commission présidentielle de récupérer les biens mal acquis du couple Ferdinand et Imelda Marcos.
Le gouvernement est accusé de corruption et les réformes s'enlisent, en particulier la réforme agraire visant à la redistribution des terres. En janvier 1987, des milliers de paysans qui manifestaient afin d'obtenir du gouvernement des augmentations de salaire sont brutalement dispersés par l'armée. La répression de Mendiola le 22 janvier donne lieu à treize morts,.
Sept tentatives de coup d'État militaires ont lieu entre 1986 et 1989. Ils échouent cependant face à la vigilance du général Fidel V. Ramos, désormais très proche du nouveau pouvoir.
Le pays est soutenu par des prêts et des investissements de la communauté internationale, notamment les États-Unis et le Japon, qui lui permettent de sortir de la récession. Fin 1989 a lieu une crise sans précédent des services publics, accompagnée d'un important chômage et de l'inflation. En décembre, l'intervention américaine réussit à échapper d'un putsch. En 1991, le volcan Pinatubo entre en éruption.
En 1992, Corazon Aquino ne brigue pas un nouveau mandat à l'élection présidentielle. Son ancien ministre de la Défense Fidel Ramos lui succède. Il s'agit d’une « alternance » pacifique, situation auparavant inhabituelle aux Philippines.

#### Après la présidence de la République
En 1997, Corazon Aquino prend la tête du mouvement de protestation pour empêcher l'amendement de la Constitution.
En 2001, elle contribue à la chute du gouvernement du président Joseph Estrada,. En 2005, elle demande la démission de la présidente Gloria Arroyo.
Le 1er août 2009, sa famille annonce son décès des suites d'un arrêt cardiaque, alors qu’elle était atteinte d'un cancer du côlon.

## Postérité
Corazon Aquino est la mère de l'homme politique Benigno Aquino III et son frère est Peping Cojuangco (en).

## Distinctions
- Docteur honoris causa de l'université Waseda à Tokyo[11]
- 1998 : Prix Ramon-Magsaysay pour son action en faveur de la démocratie[12].